# خورلول (أيسين)
خورلول (بالفارسية: خورلول) هي قرية تقع في إيران في قسم أيسين الريفي. يقدر عدد سكانها بـ 735 نسمة بحسب إحصاء 2016.